# Manoir de la Taille
Le manoir de La Taille appelé aussi château de Bondaroy, est un manoir fortifié français, édifié du XIVe au XVIe siècle et situé à Bondaroy, dans le département du Loiret et la région Centre-Val de Loire.
Son aspect a beaucoup varié au cours du temps, et il reste aujourd’hui une tourelle du XIIIe siècle, la façade ouest et ses bâtiments du XVIe siècle, et un ensemble de bâtiments et de granges de la fin du XIXe et du début XXe.
L'ancienne comme la nouvelle construction avaient pour rôle premier de protéger les récoltes des pillards.

## Géographie
À l'origine, la forteresse est bâtie dans l'ancienne province de l'Orléanais du royaume de France. Le manoir se situe aujourd'hui sur le territoire de la commune de Bondaroy, dans le canton de Pithiviers, le département du Loiret et la région Centre-Val de Loire.
L'édifice est situé dans la région naturelle de la Beauce, à l'angle des rues du 19-Mars-1962 et Jean-de-La-Taille, à 2 km à l'est de Pithiviers, à proximité de la route départementale 26 et de l'Œuf.

## Histoire

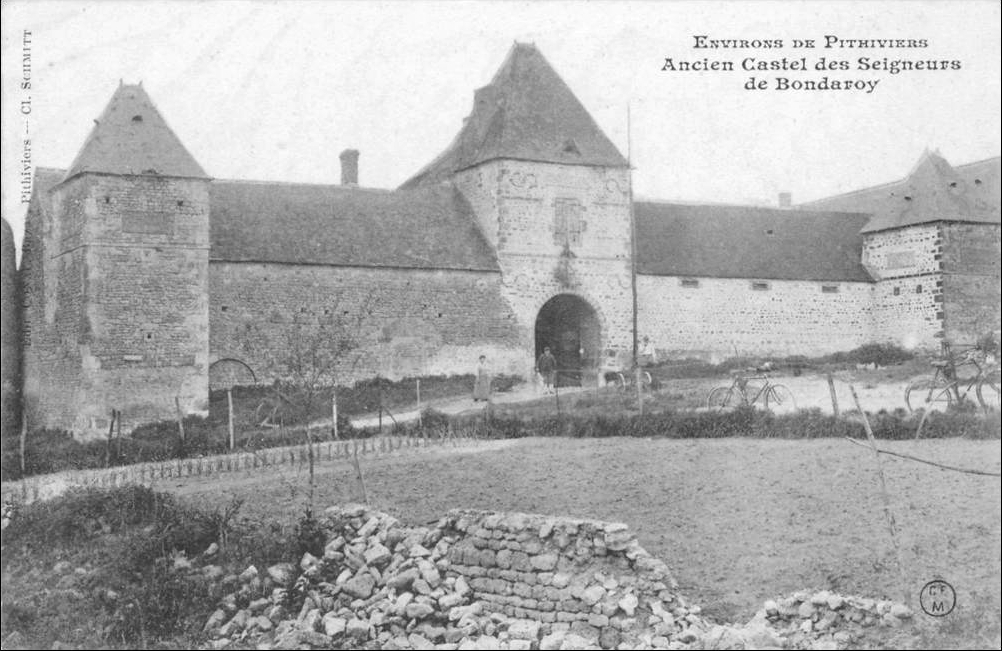
Le manoir de la Taille sur une carte postale ancienne.

Le domaine et la forteresse sont à l'origine inclus dans le domaine royal français. Ils sont donnés en 1308 à Jean de la Taille (?-1314), alors grand maître des eaux et forêts de France[réf. à confirmer], par le roi Philippe le Bel.
La forteresse est détruite durant la guerre de Cent Ans par les Anglais.
Martin de La Taille (1408-1488), auquel la filiation prouvée de la famille débute, seigneur du lieu sous le règne de Louis XI et qui sert au siège d'Orléans en 1428[réf. nécessaire], hérite du domaine et y fait reconstruire un nouveau château sur les ruines vers 1450. Celui-ci se compose d’une enceinte, de tourelles rondes, d’un portail d’entrée fortifié, et d’un logis principal au centre.
Étienne de la Taille hérite du château à la mort de Martin. Par la suite, il sort de la famille de La Taille en appartenant successivement à Guillaume de Mornay (1483), L'Huillier (1497), Simon de Mornay (1502). Il revient dans le giron des La Taille en 1553 avec Louis de la Taille.
Au XVIe siècle, le poète et dramaturge Jean de La Taille (1533-1608), héritier de Louis, fait rehausser le châtelet d’entrée en y aménageant une pièce de travail. Il fait également construire les bâtiments qui le flanquent, et les tours de défense carrées qui encadrent l’ensemble.
Durant les guerres de Religion, le manoir sert de refuge, et de lieu de culte protestant.
En 1617, Lancelot de La Taille, le fils de Jean, vend le domaine familial à Jacques de Guéribaldès,. Parmi les successeurs, on peut citer Poisson, écuyer du Roi en 1715, puis la famille du Hamel (seigneur de Denainvilliers), dont Angélique du Hamel, dame de Bondaroy (1705-1760), suivie de la famille Fougeroux de Blaveau vers 1730, dont le botaniste Auguste Denis Fougeroux de Bondaroy (1732-1789). Enfin, en 1890, il est acquis par la famille du Hamel de Fougeroux.
Au XIXe siècle, un incendie ravage le logis central, ne laissant que l’enceinte, et la façade ouest comprenant le châtelet, les bâtiments l’encadrant et les tours carrées. Le manoir est alors transformé en ferme, avec l’ajout de plusieurs bâtiments et granges sur son pourtour. Il se détériore, au point qu’au début du XXe siècle, il est déjà quasiment à l’abandon, et se dirige vers la ruine.
En 1977, Roland de La Taille, entrepreneur et lointain descendant de Martin de La Taille, rachète le château aux descendants d’Angélique Du Hamel, demande son inscription à l’inventaire des monuments historiques, et le rénove partiellement. Les façades et les toitures sont inscrites le 4 février 1974.

## Architecture
L'ancienne forteresse était légèrement décalée vers le sud par rapport aux bâtiments qui subsistent aujourd'hui. Elle comportait une haute-cour et une basse-cour. Il n'en reste que quelques vestiges, en particulier une tourelle tronquée, et un petit portail qui donnait accès à l'ancienne basse-cour.

## Activités
Le château sert occasionnellement à organiser des banquets ou des séminaires.
Il est possible de le visiter du 1er avril au 30 septembre, de 10 h à 12 h  et de 14 h à 16 h.